# Colegio de la Asunción (Valladolid)
El colegio de la Asunción es la actual sede de la presidencia y residencia oficial[cita requerida] del presidente de la Junta de Castilla y León, en el barrio de Covaresa, Valladolid, Castilla y León, España. Se trata de un conjunto de edificaciones pertenecientes a una antigua granja agrícola construida hacia 1920 por el Estado para el fomento y desarrollo de la agricultura, en la zona denominada Prado de Rubín. 

## Historia
El proyecto original, realizado por el arquitecto Santiago Guadilla, comprendía varios edificios de laboratorios, vaquerías (con funcionamiento del sistema Louden) y la Escuela de Peritos Agrícolas. En la década de 1950 pasó a ser residencia de las Religiosas de la Asunción, quienes en 1956 construyeron un pequeño edificio destinado a escuelas gratuitas, de sencillas fachadas buscando la armonización con el ambiente campesino del entorno. En 1979 la congregación vendió el edificio a la inmobiliaria Covaresa, que luego fue cedido al Ayuntamiento de Valladolid. En 1980 pasó a ser sede de la Presidencia de la Junta de Castilla y León, siendo objeto de varias actuaciones de rehabilitación, hasta que fue rehabilitado por completo para sede del presidente por el arquitecto Adolfo Morán. uso que mantiene en la actualidad. .
El denominado paseo de los Castaños se encontraba inicialmente asociado al complejo, habiéndose independizado del mismo e integrado en la trama urbana, formando parte del sistema de espacios libres públicos de la ciudad en la actualidad. El 23 de abril de 1986, día de la Comunidad, se instaló el monolito de granito con el escudo de Castilla y León esculpido, obra de Máximo Velayos.